# پایگاه نیروی هوایی پاکستان در ریفیکوئی
 پایگاه نیروی هوایی پاکستان در ریفیکوئی (به انگلیسی: PAF Base Rafiqui) یک فرودگاه نظامی است که یک باند فرود آسفالت دارد و طول باند آن ۳۰۴۸ متر است. این فرودگاه در کشور پاکستان قرار دارد و در ارتفاع ۱۵۰ متری از سطح دریا واقع شده است.